# Agrimonia procera
Agrimonia procera é uma espécie de planta com flor pertencente à família Rosaceae. 
A autoridade científica da espécie é Wallr., tendo sido publicada em Erst. Beitr. Fl. Hercyn. 203. 1840; in Linnaea, xiv. (1840) 573.

## Portugal
Trata-se de uma espécie presente no território português, nomeadamente em Portugal Continental.
Em termos de naturalidade é nativa da região atrás indicada.

## Protecção
Não se encontra protegida por legislação portuguesa ou da Comunidade Europeia.